# Giovanni Giuriati
Giovanni Battista Giuriati (* 4. August 1876 in Venedig; † 6. Mai 1970 in Rom) war ein italienischer  Politiker, Anwalt und 1930 bis 1931 Sekretär der Faschisten. 1943 beteiligte er sich am Sturz Mussolinis.

## Leben

### Herkunft
Giurati wurde als Sohn des Domenico Giurati und der Giovanna Bigaglia geboren. Sein Vater, Anwalt und Abgeordneter der Linken von 1882 bis 1886, und Giuseppe, Notar und Großvater väterlicherseits, hatten sich 1848 bis 1849 am Aufstand Venedigs gegen die österreichische Herrschaft beteiligt. Danach mussten sie bis 1866 ins Exil nach Turin gehen.

### Frühe politische Betätigung, Anwalt, Nationalismus
Die Vorstellungen vom Risorgimento und vom Irredentismo wurden für Giovanni Giurati leitende Ideen. 1902 schrieb er sich bei der Democrazia sociale ein, 1903 bei der Associazione Trento e Trieste, die gerade erst in Venedig gegründet worden war. Sie stellte Gebietsforderungen, die Giurati zuspitzte, der 1913 Präsident dieser Vereinigung wurde. Nach dem Studienabschluss der Rechtswissenschaften an der Universität Padua im Jahr 1908, arbeitete er zunächst als Anwalt. 1910 veröffentlichte er eine Arbeit zu La navigazione aerea e il pericolo criminale., 1913 folgte I delitti contro la proprietà. Als Anhänger nationalistischer Kreise unterstützte er die Eroberung Libyens und gehörte einer Gruppe in Venedig an, die über Parteigrenzen hinweg den Sozialismus bekämpfen wollte. Im Rahmen der Associazione Trento e Trieste brach er mit den früheren Ideen der Befreiung Italiens von der Fremdherrschaft und wandte sich extrem nationalistischen Kreisen zu, die die slavischen Herrschaften an der Ostseite der Adria als Hindernis bei der Wiederherstellung der italienischen Dominanz betrachteten. So suchte er nach einer Möglichkeit, den dahinter stehenden Einfluss Österreich-Ungarns durch die Inszenierung eines gerechten Krieges auszuschalten.

### Erster Weltkrieg, Invalidität
Giovanni Giuriati meldete sich bei Eintritt Italiens in den Ersten Weltkrieg als Freiwilliger und ging zunächst ins Trentino, dann an die Isonzofront. Er wurde während des Krieges am rechten Arm schwer verletzt. Nach einem Jahr im Krankenhaus meldete er sich freiwillig wieder an die Front zurück und kämpfte zwischen Bainsizza und Isonzo. Am 17. August 1917 wurde er erneut verletzt, war ab Januar 1918 endgültig kriegsuntauglich.

### Anhänger d'Annunzios, Kämpfe um Fiume
Nach dem Ende des Krieges schloss er sich den Freischärlern des Gabriele D’Annunzio an, die 1919 die umstrittene Stadt Fiume (das heutige Rijeka) besetzten. Nachdem sie 1920 von regulären italienischen Truppen vertrieben worden waren, gründete er 1920 eine eigene faschistische Gruppe die Lega italiana per la difesa degli interessi nazionali, die jedoch bald verboten wurde, so dass er mit den Kadern zu Mussolinis Partito Nazionale Fascista übertrat.
Obwohl er weiterhin Mitglied der Democrazia sociale blieb, wurde er im Mai 1919 Mitglied der faschistischen Partei. An der Seite d'Annunzios beteiligte sich Giuriati an der Besetzung Fiumes. Von September bis Dezember 1919 saß er dem Kabinett d'Annunzio vor. Am 19. Dezember büßte er diese Position nach Verhandlungen mit Außenminister Sforza und Badoglio ein. Auf Intervention d'Annunzios erhielt er jedoch das Kommando über die Legione del Carnaro. Im Februar 1920 versuchte er vergebens in Paris die Friedensverhandlungen zu beeinflussen, doch wurde er als Repräsentant der Militärregierung von Fiume gar nicht erst zugelassen. So betrieb er die Liga von Fiume, die vor allem dazu diente, Kroaten, Montenegriner, Albaner und Mazedonier gegen die Serben aufzubringen und Jugoslawien zu zerschlagen. Doch mangels wirtschaftlicher Mittel und weil Italien selbst mit der jugoslawischen Regierung verhandelte, blieb das Vorhaben bedeutungslos. Nach dem Vertrag von Rapallo wollte Giuriati mit Unterstützung d'Annunzios die Insel Curzola besetzen, doch zog d'Annunzio seine Unterstützung für den Aufstand bald zurück. Giuriati verließ Fiume am 29. November 1920 und kehrte nach Venedig zurück.

### Aufstieg in der Faschistischen Partei
Zurück in Italien nahm Giurati im Oktober desselben Jahres am Marsch auf Rom teil; nach der faschistischen Machtübernahme trat er als Minister für Infrastrukturfragen in die Regierung ein, 1924 ernannte Mussolini ihn zum Sonderbotschafter für Lateinamerika, mit der Aufgabe, die faschistische Idee zu exportieren.
Im April 1929 wählte die neue reinfaschistische italienische Abgeordnetenkammer Giurati zu ihrem Präsidenten. Dieses Amt übte er bis 1934 aus, als er in den Senat wechselte.
Der Höhepunkt seiner Laufbahn in der faschistischen Bewegung wurde im Oktober 1930 die Ernennung zum Sekretär der italienischen Faschisten, mithin zur Nummer 2 des Systems nach Benito Mussolini. Bereits nach einem Jahr musste er jedoch im Dezember 1931 von diesem Amt zurücktreten, da er als strammer Antiklerikaler die Beziehungen mit dem Vatikan belastete.

### Beteiligung am Sturz Mussolinis, Privatier
1943 gehörte er den Verschwörern innerhalb des Großen Faschistischen Rates an, die zum Zwecke des Ausscheidens Italiens aus dem Verband der Achsenmächte Mussolini absetzten.
Nach dem Zweiten Weltkrieg zog er sich ins Private zurück.